# Rouleau de tofu
Le rouleau de tofu ou rouleau de peau de tofu est un plat qui fait partie des dimsum. On peut en consommer à Hong Kong et dans les restaurants chinois outre-mer. Il est généralement servi dans une petite assiette par deux ou trois. Dans toutes les cas, l'enveloppe extérieure est constituée de peau de tofu.

## Variantes
Il y a de nombreuses façons de le préparer. La farce peut contenir du porc et des légumes, du poisson ou du bœuf.

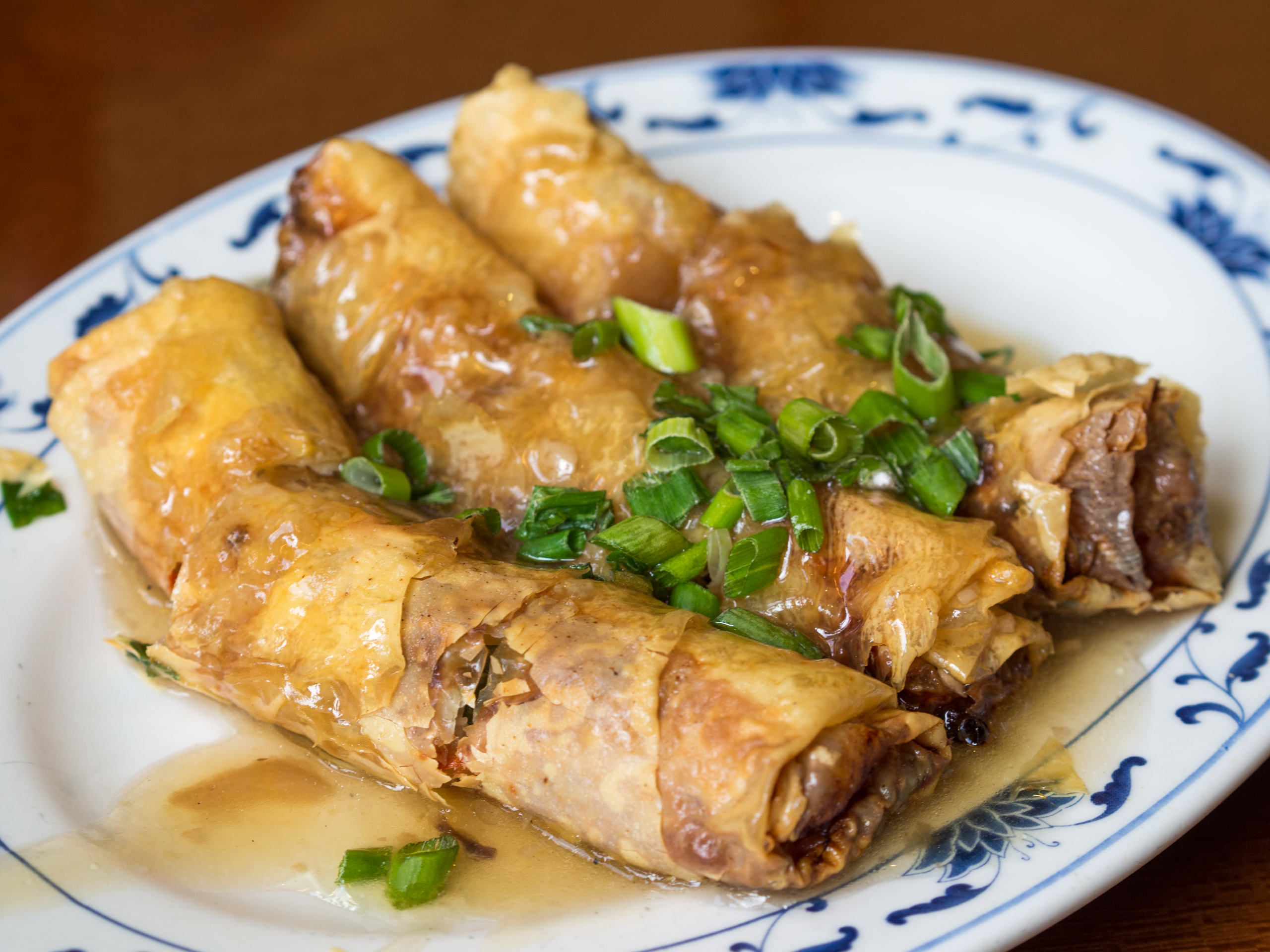
Rouleaux de tofu frits

### Frit
La version frite est connue sous le nom (腐皮捲, fu pei gyun). Le premier caractère (腐 ; fu) fait référence au tofu, le second signifie « peau » ou « enveloppe » et le troisième signifie « rouleau » ou « roulé ». Certains restaurants cantonais le servent frit jusque tard dans la nuit, souvent accompagné de mayonnaise comme sauce à tremper. Il est parfois appelé (豆腐捲, tofu gyun, « rouleau de tofu »). Parmi les ingrédients, on peut inclure de la crevette, du poireau, du poulet, des pousses de bambou, de petites carottes, du tofu, de la ciboule, de l'huile de sésame et des pousses de soja,. 

### À la vapeur
La version cuite à la vapeur dans des paniers en bambou est généralement appelée sin zuk gyun (鮮竹捲). Elle est enveloppée dans des peau de tofu séchée (腐竹, fu zhu). Pendant la cuisson, la peau de tofu se ré-humidifie. Cela rend le rouleau très mou et tendre. Cette version est celle que l'on trouve plus fréquemment parmi les dim sum, au cours de séances de yum cha. Les rouleaux de peau de tofu cuits à la vapeur contiennent souvent des pousses de bambou.